# عبد الغفور محي الدين شاه
السلطان عبد الغفور محي الدين شاه بن السلطان عبد القدير علاء الدين شاه (توفي 16 أغسطس 1614) هو السلطان الثاني عشر لفهغ، حكم من 1592 إلى 1614. يُعرف باسم راجا عبد الغفور، وهو الابن الأكبر لسلطان فهغ العاشر عبد القدير علاء الدين شاه، عُيِّن وصيًا لأخيه غير الشقيق الأصغر أحمد شاه الثاني بعد وفاة والدهما عام 1590. ثم أطاح به وتولى السلطة بعد ذلك بعامين.
في عام 1612 فر إلى مملكة فطاني بعد تمرد ابنه الأصغر راجا علاء الدين. عاد إلى فهغ في 1614، لكنه سُمِّم مع ابنه الأكبر ووريثه في كوالا فهغ. ودفن في بيكان.